# K2-141
K2-141, hay còn gọi là EPIC 246393474, là một ngôi sao trong chòm sao Song Ngư. Với độ lớn biểu kiến là 11,45, ngôi sao quá mờ để có thể nhìn thấy bằng mắt thường. Sao lùn màu cam này là thiên thể chính của một hệ thống hành tinh bao gồm ít nhất hai hành tinh đã được xác định là K2-141b và c.
| Thiên thể đồng hành (thứ tự từ ngôi sao ra) | Khối lượng     | Bán trục lớn (AU)         | Chu kỳ quỹ đạo (ngày) | Độ lệch tâm | Độ nghiêng  | Bán kính         |
| ------------------------------------------- | -------------- | ------------------------- | --------------------- | ----------- | ----------- | ---------------- |
| b                                           | 5.08 ± 0.41 M🜨 | 0,00716 ± 0,00055–0,00065 | 6,72 giờ              | 0           | 863+27 −36° | 1.51 ± 0.05 R🜨   |
| c                                           | —              | ≥ 0,01                    | 7,75 ngày             | —           | —           | 7,0 ± 4,6-2,8 R🜨 |